# Montchauvet (Yvelines)
Pour les articles homonymes, voir Montchauvet.
Montchauvet est une commune française située dans le département des Yvelines en région Île-de-France.
Ses habitants sont appelés les Montécalvétiens.

## Géographie

Localisation de Montchauvet dans les Yvelines.

### Situation
La commune de Montchauvet fait partie de la région naturelle et agricole du Drouais, dans le nord-ouest du département des Yvelines, à 15 kilomètres au sud-ouest de Mantes-la-Jolie, sous-préfecture, et à 45 kilomètres environ au nord-ouest de Versailles, chef-lieu du département.
Les communes limitrophes sont Boinvilliers au nord-ouest, Courgent  à l'est, Mulcent au sud-est, Civry-la-Forêt au sud, Tilly au sud-ouest et Dammartin-en-Serve au nord.

### Hydrographie
Deux cours d'eau confluent dans la commune de Montchauvet, circulant dans des vallées encaissées. Il s'agit de la Vaucouleurs, rivière de 20 km, affluent de la Seine, orientée sud-ouest - nord-est et du ru d'Ouville (parfois orthographié « ru d'Houville »), ruisseau de 10 km qui circule d'ouest en est et rejoint la Vaucouleurs en contrebas du village.
La présence de ces cours d'eau, sujets à des crues subites en cas de précipitations d'intensité exceptionnelle, expose une partie du territoire à des risques d'inondation. La commune fait l'objet d'un périmètres R111-3, tenant lieu de plan de prévention des risques d'inondation (PPRI), approuvé en 1992,.

### Relief et géologie
Le territoire de la commune déborde largement de la vallée de la Vaucouleurs, au nord et au sud de celle-ci, sur le plateau du Mantois.
Du fait de la présence d'anciennes carrières souterraines dans le sous-sol, notamment au centre du village, la commune de Montchauvet est répertoriée par l'inspection générale de carrières de Versailles parmi les 101 communes sous-minées du département des Yvelines.

### Transports et voies de communications

#### Réseau routier
Montchauvet est située un peu à l'écart de la route départementale D11 qui relie Bréval à Saint-Cyr-l'École et la longe au nord. Des petites routes d'intérêt local la relient à Dammartin-en-Serve, Boinvilliers, Courgent, Mulcent, Orvilliers, Civry-la-Forêt, Tilly.

#### Bus
La commune est desservie par la ligne 2 du réseau de bus Centre et Sud Yvelines.

### Climat
Pour des articles plus généraux, voir Climat de l'Île-de-France et Climat des Yvelines.
En 2010, le climat de la commune est de type climat océanique dégradé des plaines du Centre et du Nord, selon une étude du CNRS s'appuyant sur une série de données couvrant la période 1971-2000. En 2020, Météo-France publie une typologie des climats de la France métropolitaine dans laquelle la commune est exposée à un climat océanique et est dans la région climatique Sud-ouest du bassin Parisien, caractérisée par une faible pluviométrie, notamment au printemps (120 à 150 mm) et un hiver froid (3,5 °C).
Pour la période 1971-2000, la température annuelle moyenne est de 10,7 °C, avec une amplitude thermique annuelle de 14,2 °C. Le cumul annuel moyen de précipitations est de 679 mm, avec 10,9 jours de précipitations en janvier et 8,3 jours en juillet. Pour la période 1991-2020, la température moyenne annuelle observée sur la station météorologique la plus proche, située sur la commune de Magnanville à 9 km à vol d'oiseau, est de 11,6 °C et le cumul annuel moyen de précipitations est de 641,5 mm,. Pour l'avenir, les paramètres climatiques de la commune estimés pour 2050 selon différents scénarios d'émission de gaz à effet de serre sont consultables sur un site dédié publié par Météo-France en novembre 2022.

## Urbanisme

### Typologie
Au 1er janvier 2024, Montchauvet est catégorisée commune rurale à habitat dispersé, selon la nouvelle grille communale de densité à sept niveaux définie par l'Insee en 2022.
Elle est située hors unité urbaine. Par ailleurs la commune fait partie de l'aire d'attraction de Paris, dont elle est une commune de la couronne,. Cette aire regroupe 1 929 communes,.

### Occupation des solssimplifiée
Le territoire de la commune se compose en 2017 de 94,59 % d'espaces agricoles, forestiers et naturels, 2,86 % d'espaces ouverts artificialisés et 2,55 % d'espaces construits artificialisés.
Le territoire communal est très largement rural (94,6 %), l'espace urbain construit occupant 20,36 hectares, soit 2,5 % du territoire total.
L'espace rural est consacré principalement à l'agriculture qui occupe 572,6 hectares, soit 71,3 % de la superficie totale de la commune, constituée quasi exclusivement par la grande culture (céréales, colza). 
Les bois occupent 168,4 hectares, soit 21 % du total. Ils sont concentrés le long des cours d'eau.
L'habitat est concentré dans le bourg historique. Il est constitué exclusivement d'habitations individuelles. Les surfaces consacrées aux activités économiques et aux chantiers représentent 1,2 ha (0,2 % du territoire). 
Dans l'espace urbain ouvert, qui couvre 22,67 hectares, sont compris les parcs et jardins pour 18 hectares (dont le parc du château des Trois Fontaines) et une partie du golf de Civry-la-Forêt qui empiète sur environ 5 hectares à la limite sud de la commune.

## Toponymie
Le nom de la localité est attesté sous les formes latinisées [apud] Montem Calvetum en 1203, Mons Calvus,  Mons caleus, Mons Calveti au XIIIe siècle,.
Il s'agit d'une formation toponymique médiévale en Mont-, suivi de l'adjectif chauvet « chauve »,. Montchauvet est un village posté sur une hauteur, dominant la vallée de la Vaucouleurs.
Homonymie avec Montchauvet (Calvados).

## Histoire
Dans l'Antiquité, le territoire de la commune de Montchauvet était traversé par une voie reliant Paris à Évreux via la plaine de Versailles et Septeuil. Cette voie se situait entre deux itinéraires parallèles, la voie Paris-Rouen par la vallée de la Seine au nord et la voie Paris-Dreux via Jouars (Diodurum), qui figurait dans l'itinéraire d'Antonin, au sud.
Au XIIe siècle, le site est fortifié par le roi Louis VI le Gros. Le château est construit en 1136 par Amaury de Montfort, et la ville entourée de murailles.
En 1378, la ville est prise par Du Guesclin.
Le roi Charles V, puis Henri IV, font démolir complètement le château.
1er décembre 1909 : un violent ouragan s'abat sur le village et endommage le clocher.
25 mai 1910 : implosion du clocher par le dynamitage du Génie militaire, qui provoque des dégâts importants en tombant sur l'église et des habitations. Ce clocher est reconstruit en 1912 par Jean Richepin de l'Académie française, qui fut maire de la commune et résida au château des Trois Fontaines.
Le 8 juin 1944, un avion militaire anglais est abattu sur le territoire de la commune. Ses six occupants, dont le pilote J.E. Todd, de la Royal Australian Air Force, sont enterrés dans un carré du cimetière communal.

## Politique et administration

### Liste des maires

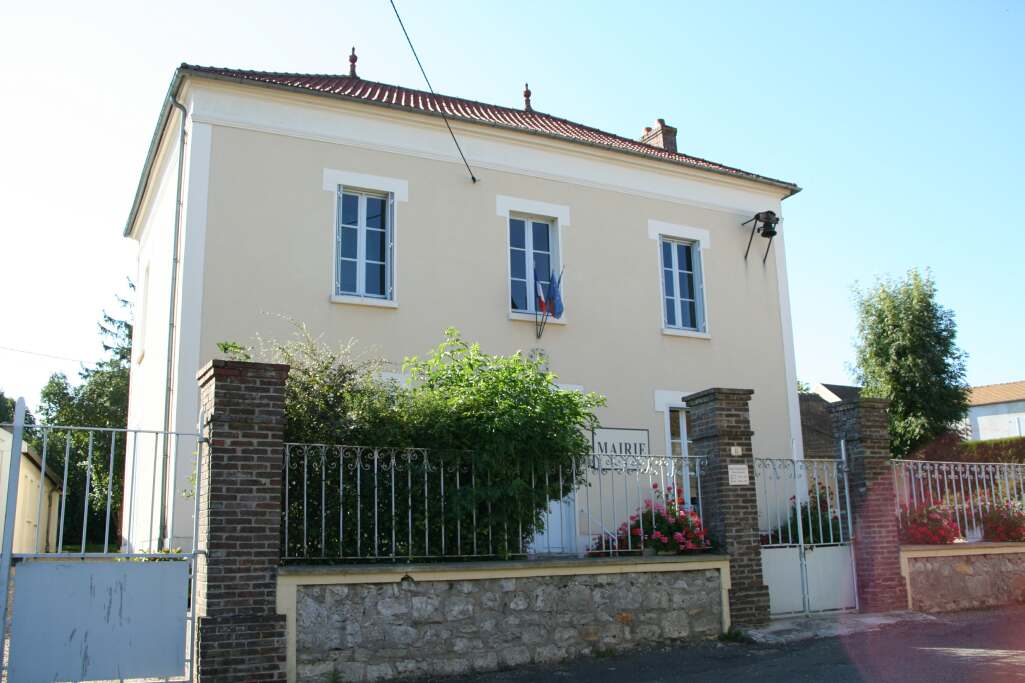
La mairie.

| Période | Période  | Identité                 | Étiquette      | Qualité     |
| ------- | -------- | ------------------------ | -------------- | ----------- |
| 1815    | 1823     | René Debras              | Sans étiquette |             |
| 1823    | 1828     | Taillefer                | Sans étiquette |             |
| 1828    | 1832     | Louis Tortel             | Sans étiquette |             |
| 1832    | 1834     | Jacques Jolivet          | Sans étiquette |             |
| 1834    | 1848     | Jean-Baptiste Hubert     | Sans étiquette |             |
| 1848    | 1856     | Claude-Damien Duval      | Sans étiquette |             |
| 1856    | 1865     | Louis-Pascal-Bon Laurent | Sans étiquette |             |
| 1865    | 1871     | Louis Ruffin             | Sans étiquette |             |
| 1871    | 1871     | Boulland                 | Sans étiquette |             |
| 1871    | 1881     | Armand Bigre             | Sans étiquette |             |
| 1881    | 1882     | Victor Ferrand           | Sans étiquette |             |
| 1882    | 1887     | Louis-Isidore Duval      | Sans étiquette |             |
| 1887    | 1900     | Jules Laurent            | Sans étiquette |             |
| 1900    | 1907     | Leopold Rouvray          | Sans étiquette |             |
| 1910    | 1912     | Victor Bourgois          | Sans étiquette |             |
| 1912    | 1919     | Jean Richepin            | Sans étiquette |             |
| 1919    | 1930     | Eugène Duval             | Sans étiquette |             |
| 1930    | 1944     | Prosper Marias           | Sans étiquette |             |
| 1944    | 1945     | Alexandre Fauriaux       | Sans étiquette |             |
| 1945    | 1971     | Leon Duval               | Sans étiquette |             |
| 1971    | 1977     | Maurice Viaud            | Sans étiquette |             |
| 1977    | 1995     | Yvonne Poulard           | Sans étiquette |             |
| 1995    | 2001     | Claude Zabiaux           | Sans étiquette |             |
| 2001    | 2014     | Jean-Jacques Le Quéré    | Sans étiquette |             |
| 2014    | En cours | Georges Duval            | Sans étiquette | Agriculteur |

### Instances administratives et judiciaires
La commune de Montchauvet appartient au Canton de Bonnières-sur-Seine depuis 2015 et est rattachée à la communauté de communes du pays Houdanais.
Sur le plan électoral, la commune est rattachée à la neuvième circonscription des Yvelines, circonscription à dominante rurale du nord-ouest des Yvelines.
Sur le plan judiciaire, Montchauvet fait partie de la juridiction d’instance de Mantes-la-Jolie et, comme toutes les communes des Yvelines, dépend du Tribunal judiciaire ainsi que de tribunal de commerce sis à Versailles,.

## Population et société

### Démographie

#### Évolution démographique
L'évolution du nombre d'habitants est connue à travers les recensements de la population effectués dans la commune depuis 1793. Pour les communes de moins de 10 000 habitants, une enquête de recensement portant sur toute la population est réalisée tous les cinq ans, les populations de référence des années intermédiaires étant quant à elles estimées par interpolation ou extrapolation. Pour la commune, le premier recensement exhaustif entrant dans le cadre du nouveau dispositif a été réalisé en 2007.

En 2022, la commune comptait 285 habitants, en évolution de +2,15 % par rapport à 2016 (Yvelines : +2,72 %, France hors Mayotte : +2,11 %).
| 1793 | 1800 | 1806 | 1821 | 1831 | 1836 | 1841 | 1846 | 1851 |
| ---- | ---- | ---- | ---- | ---- | ---- | ---- | ---- | ---- |
| 447  | 496  | 561  | 488  | 508  | 542  | 569  | 521  | 488  |

| 1856 | 1861 | 1866 | 1872 | 1876 | 1881 | 1886 | 1891 | 1896 |
| ---- | ---- | ---- | ---- | ---- | ---- | ---- | ---- | ---- |
| 421  | 410  | 366  | 345  | 348  | 328  | 291  | 325  | 358  |

| 1901 | 1906 | 1911 | 1921 | 1926 | 1931 | 1936 | 1946 | 1954 |
| ---- | ---- | ---- | ---- | ---- | ---- | ---- | ---- | ---- |
| 323  | 330  | 313  | 251  | 266  | 230  | 221  | 219  | 207  |

| 1962 | 1968 | 1975 | 1982 | 1990 | 1999 | 2006 | 2007 | 2012 |
| ---- | ---- | ---- | ---- | ---- | ---- | ---- | ---- | ---- |
| 193  | 193  | 185  | 202  | 236  | 254  | 285  | 290  | 274  |

| 2017 | 2022 | - | - | - | - | - | - | - |
| ---- | ---- | - | - | - | - | - | - | - |
| 285  | 285  | - | - | - | - | - | - | - |

#### Pyramide des âges
En 2018, le taux de personnes d'un âge inférieur à 30 ans s'élève à 33,2 %, soit en dessous de la moyenne départementale (38,0 %). À l'inverse, le taux de personnes d'âge supérieur à 60 ans est de 24,8 % la même année, alors qu'il est de 21,7 % au niveau départemental.
En 2018, la commune comptait 150 hommes pour 141 femmes, soit un taux de 51,55 % d'hommes, largement supérieur au taux départemental (48,68 %).
Les pyramides des âges de la commune et du département s'établissent comme suit.
| Hommes | Classe d’âge | Femmes |
| ------ | ------------ | ------ |
| 0,0    | 90 ou +      | 0,7    |
| 7,2    | 75-89 ans    | 9,0    |
| 17,2   | 60-74 ans    | 15,5   |
| 24,3   | 45-59 ans    | 26,3   |
| 16,6   | 30-44 ans    | 17,1   |
| 15,1   | 15-29 ans    | 13,4   |
| 19,7   | 0-14 ans     | 18,0   |

| Hommes | Classe d’âge | Femmes |
| ------ | ------------ | ------ |
| 0,6    | 90 ou +      | 1,4    |
| 6      | 75-89 ans    | 7,8    |
| 13,5   | 60-74 ans    | 14,8   |
| 20,7   | 45-59 ans    | 20,1   |
| 19,6   | 30-44 ans    | 19,9   |
| 18,5   | 15-29 ans    | 16,8   |
| 21,2   | 0-14 ans     | 19,2   |

### Manifestations culturelles et festivités
- une exposition d'art artisanal local au printemps
- une brocante avec marché gourmand le 2e ou 3e dimanche de septembre

## Économie

### Agriculture
La commune comptait, au recensement agricole de 2000, six exploitations agricoles, exploitant une surface de 658 hectares de SAU (surface agricole utile), consacrée essentiellement à la grande culture céréalière. Cette SAU, qui correspond à la surface cultivée par les exploitations ayant leur siège dans la commune, comprenait 422 hectares de céréales et 30 hectares de prairies permanentes. Elle a augmenté de 25 % entre 1988 et 2000, passant de 528 à 658 hectares.  
Il n'existait plus élevage dans la commune en 2000 alors qu'en 1988 on recensait encore une cinquantaine de bovins et environ 500 volailles. En 2022, un élevage  de bovins viande   existe et ce depuis 1992.
La main d'œuvre employée équivalait à 7 UTA(unité de travail annuel).
- Tourisme
- Commune résidentielle

## Culture locale et patrimoine

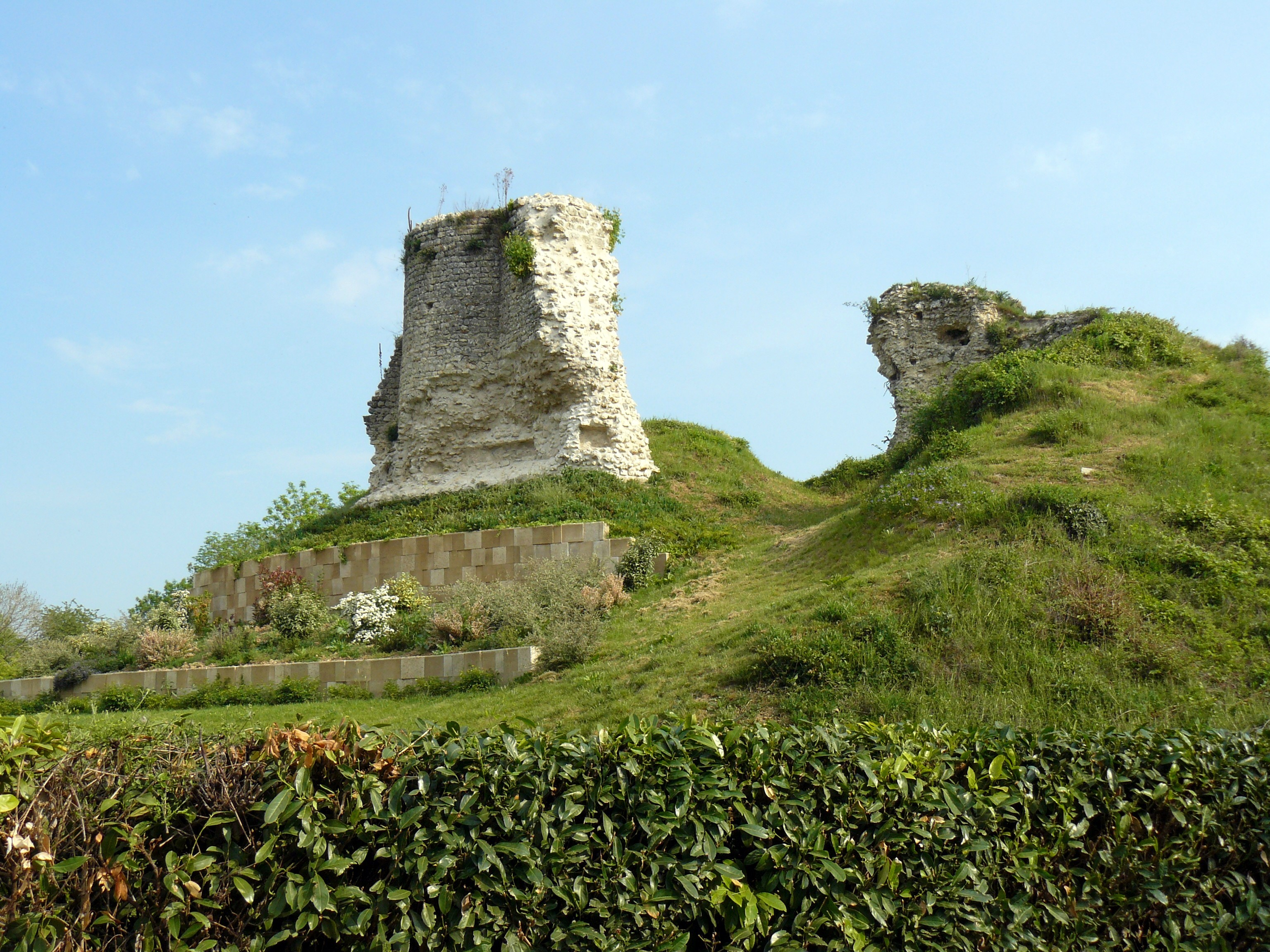
Les ruines du donjon.

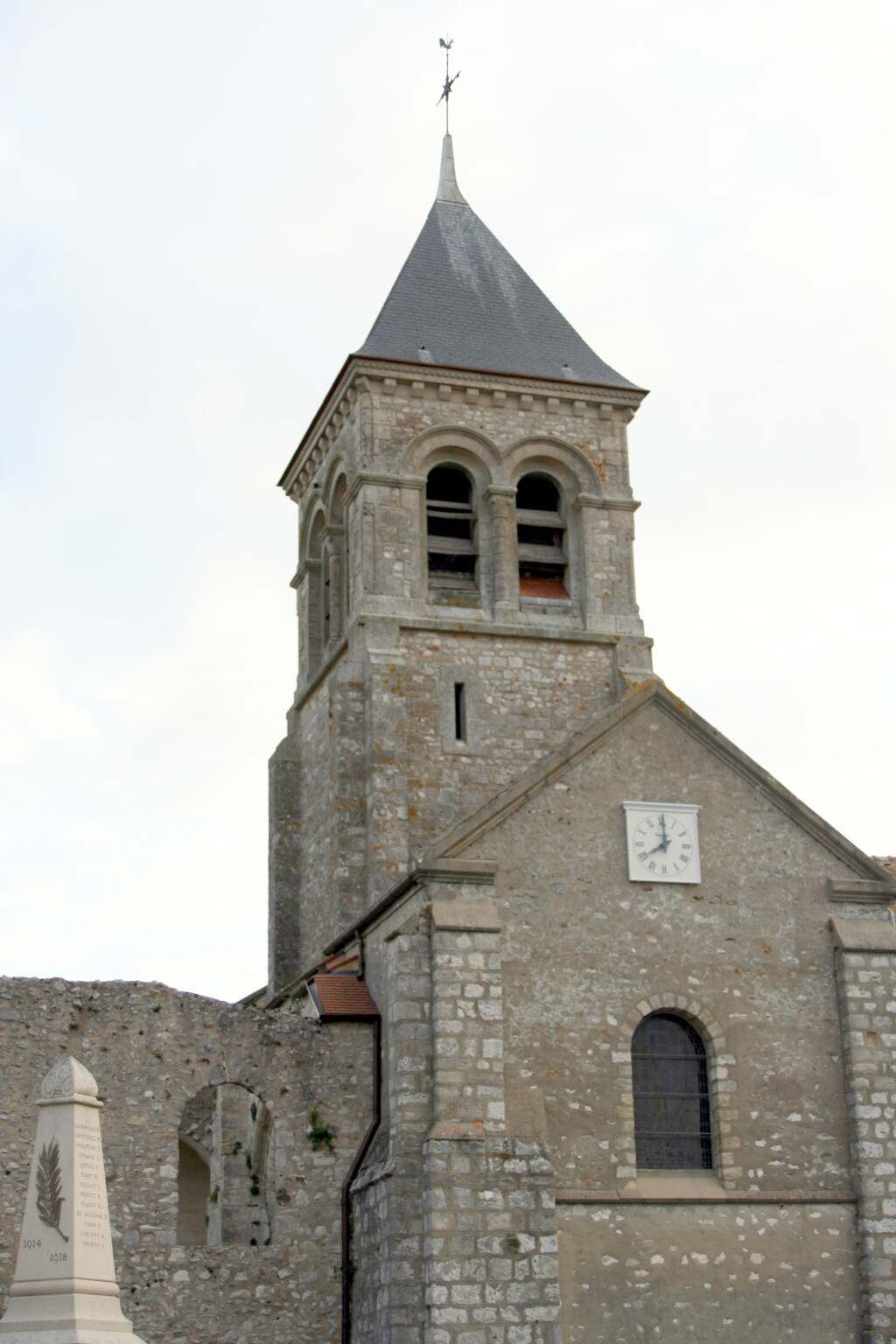
Le clocher reconstruit en 1912.

### Lieux et monuments
- Église Sainte-Marie-Madeleine : le chœur et la nef datent des XIIe et XIIIe siècles. Le clocher carré date de 1912. Les fonts baptismaux remontent au XIIIe siècle.
- Pont à arches en pierre[36] : situé à l'ouest du village, sur le ru d'Ouville. Il fut construit à l'époque de Philippe Auguste. Il porte le nom de Pont de l'Arche.
- Porte de Bretagne : vestige des anciennes fortifications, deuxième enceinte construite à la demande de Philippe Auguste.
- Montchauvet compte parmi ses rues, la rue du Massacre, en souvenir d'une importante bataille entre l'armée française et anglaise lors de la Guerre de Cent Ans, qui fit plusieurs centaines de morts.
- Montchauvet disposait autrefois de trois lieux de cultes : l'église Sainte-Marie-Madeleine, une chapelle aujourd'hui détruite mais dont les ruines sont encore visibles dans la rue du Massacre, et une autre église dont les vestiges se résument à des caves voutées sous des demeures de la rue de la Porte de Bretagne.
- Montchauvet dispose d'un château, le château des Trois Fontaines, limitrophe de la commune de Dammartin-en-Serve.

Il fut érigé pour Catherine de Médicis mais elle n'en profita pas beaucoup. Aujourd'hui, c'est une demeure privée que l'on ne visite pas, tout juste visible de loin.
- Le lavoir du XIXe siècle de Montchauvet, sur la route de Mulcent, entièrement restauré.
- Les ruines du donjon. Conservées en l'état.

Le maire actuel a fait remblayer la butte sur laquelle trône le donjon afin d'éviter les éboulements. Un mur de fortification part en direction de la forêt mais il n'est pas visible sans entrer dans le terrain (interdit d'accès).
Sous la motte féodale, départ de souterrain. La motte est surmontée d'un donjon associé à la construction par Louis VI et le comte de Montfort d'une ville neuve dans le deuxième quart du XIIe siècle.
- Une légende raconte qu'un trésor caché par des moines serait toujours enfoui quelque part dans Montchauvet, peut-être sous les ruines du donjon. Selon une autre tradition, un important trésor d'objets et de monnaies aurait été caché par les Protestants dans les environs[38].

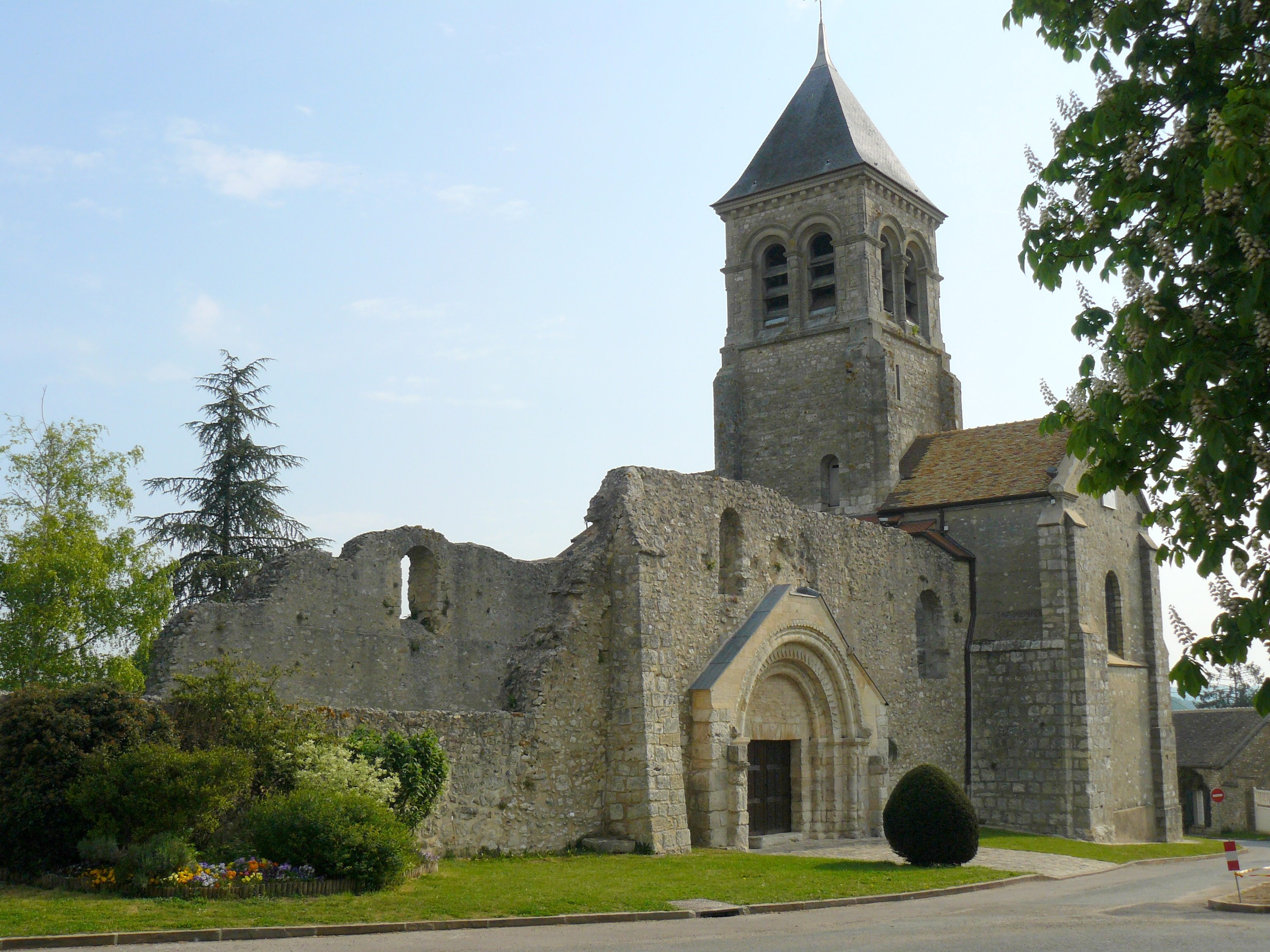
L'église Sainte Marie-Madeleine.
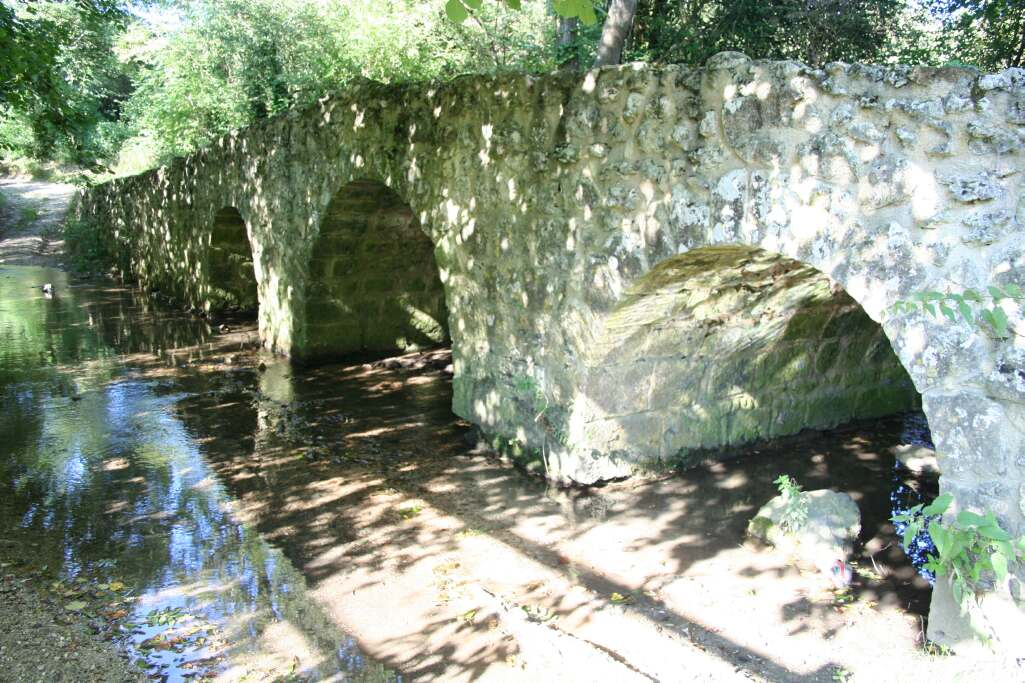
Le pont de l'Arche.
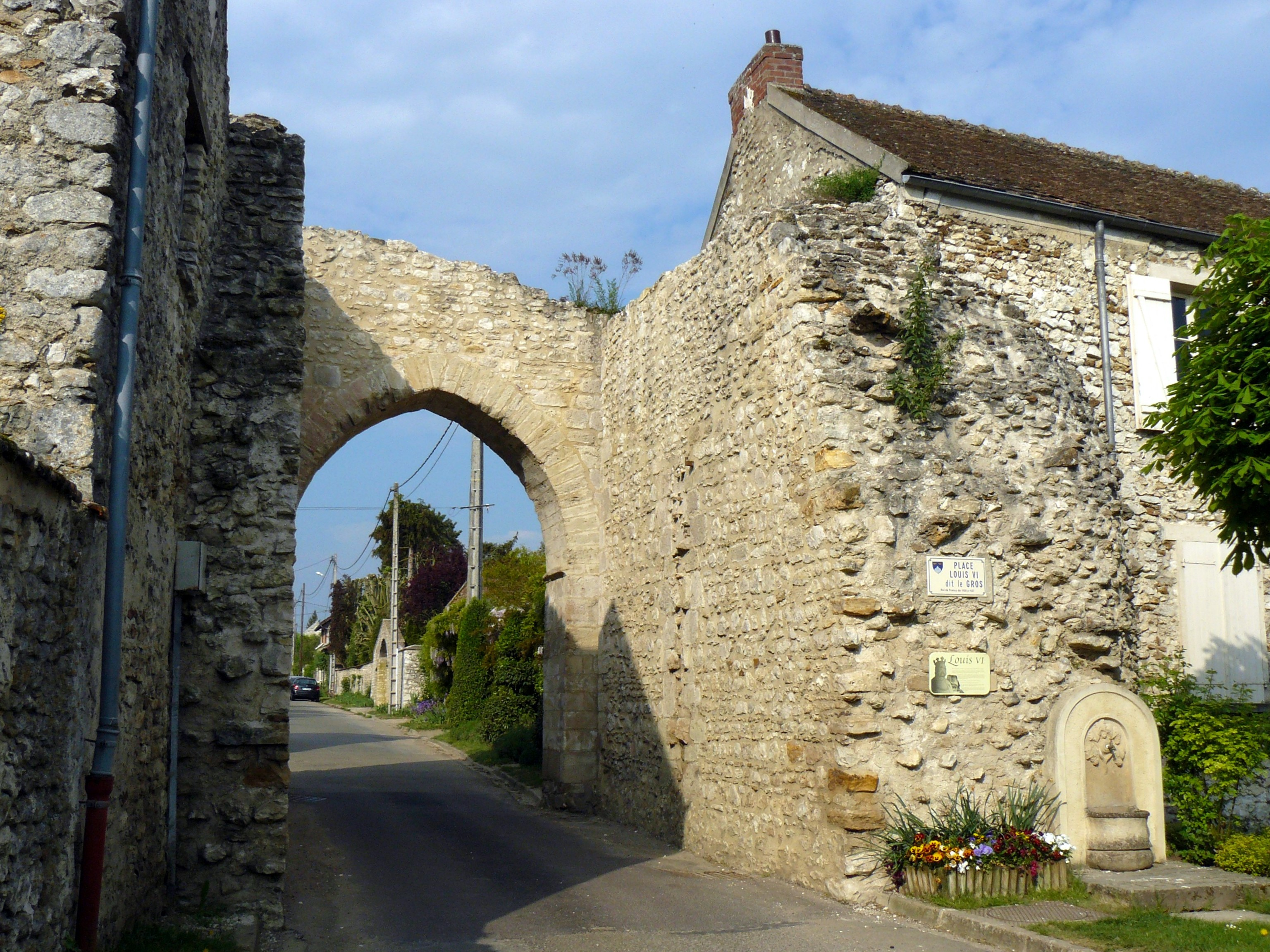
La Porte de Bretagne, vestige des fortifications du XIIe siècle.
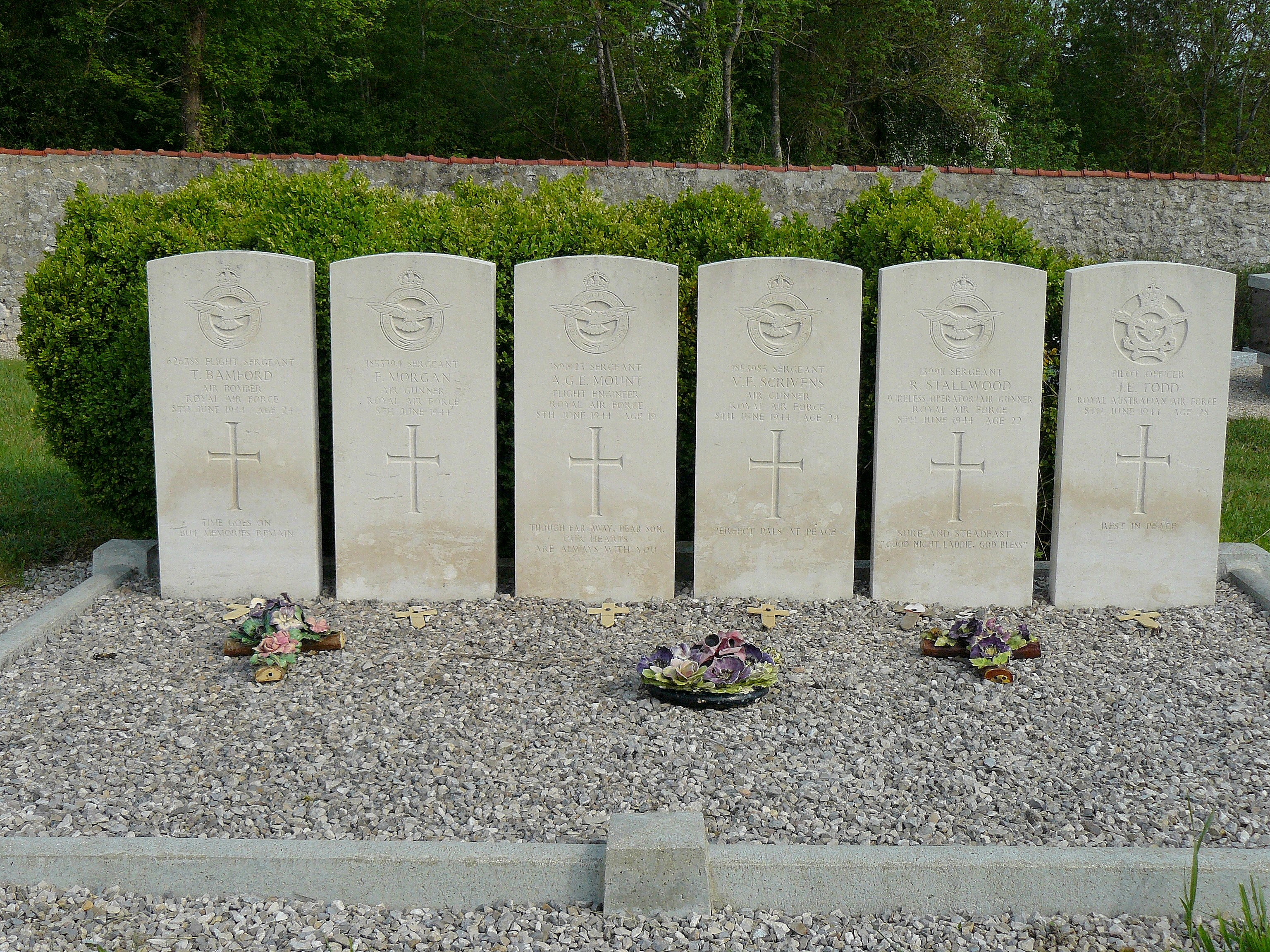
Tombes de l'équipage de l'avion britannique abattu en juin 1944.

### Personnalités liées à la commune
- Jean Richepin (1849-1926), poète et auteur dramatique, résida au château des Trois-Fontaines et fut maire de la commune de 1912 à 1919.
- Marcel Aymé (1902-1967) y séjourna pour écrire son roman « La jument verte »[réf. nécessaire].
- Marc Chagall (1887-1985) y loue un atelier en 1925 où il achève les planches de gravures destinées à l'illustration du roman Les Âmes mortes de Nikolaï Gogol[réf. nécessaire].

### Héraldique
| Blason de Montchauvet (Yvelines) | Blason  | D'azur au mont d'argent surmonté de deux chauves-souris éployées d'or. DeviseLa devise latine de Montchauvet est Neutro se tenebunt, qui se traduit par « Ils restent neutres ». Elle date du règne de Louis VI le Gros. La charte signée entre les bourgeois, la famille de Montfort et le roi indiquaient que les Montécalvétiens devaient rester neutre en cas de conflit militaire entre les Capétiens et les Montfort. |
| Blason de Montchauvet (Yvelines) | Détails | Le statut officiel du blason reste à déterminer. |